# Sabine Dähne
Sabine Dähne (n. 27 februarie 1950, Colditz, Saxonia, Germania) este o canotoare ce a reprezentat Republica Democrată Germană, medaliată olimpică. A participat la o ediție a Jocurilor Olimpice (1976) în care a câștigat o medalie de argint.